# Micardia quadrilinea
Micardia quadrilinea är en fjärilsart som beskrevs av Scriba 1921. Micardia quadrilinea ingår i släktet Micardia och familjen nattflyn. Inga underarter finns listade i Catalogue of Life.